# Abdulla Salem
Abdulla Salem, sinh ngày 18 tháng 3 năm 1983 ở Dubai, Các Tiểu vương quốc Ả Rập Thống nhất, là một cầu thủ bóng đá thi đấu cho Al-Sharjah. Anh đang thi đấu cho Đội tuyển bóng đá quốc gia Các Tiểu vương quốc Ả Rập Thống nhất ở vị trí hậu vệ.

## Sự nghiệp
| Mùa giải      | Đội bóng                                                        | Vị trí | Số áo |
| ------------- | --------------------------------------------------------------- | ------ | ----- |
| 2013 đến 2016 | Al-Sharjah SCC                                                  | Hậu vệ | 21    |
| 2012 đến 2013 | Al-Wahda F.C.                                                   | Hậu vệ | 24    |
| 2007 đến 2012 | Al-Ahli Dubai F.C.                                              | Hậu vệ | 25    |
| 2003 đến 2004 | Đội tuyển bóng đá quốc gia Các Tiểu vương quốc Ả Rập Thống nhất | Hậu vệ | 2     |
| 1996 đến 2007 | Dubai Cultural Sports Club                                      | Hậu vệ | 14    |